# Drepanogynis sogai
Drepanogynis sogai là một loài bướm đêm trong họ Geometridae.